# 蜜雪兒·威廉絲
米歇尔·英格丽·威廉斯（英語：Michelle Ingrid Williams，1980年9月9日—），美國女演員、歌手。她于1990年代初在电视上出道，在1998年至2003年间凭借WB電視網青春剧《恋爱时代》中的简·林德利一角取得知名度。她也开始接拍长篇电影，包括《月光光心慌慌7》（1998）、《迪克》（1999）和《我的忧郁青春》（2001）。
自2000年代起，威廉斯主要出现在独立剧情电影中，在影评界广受好评。2005年电影《断背山》是她职业生涯的代表作品之一，使她获得了奥斯卡最佳女配角奖提名。她随后参演了《搖滾啟示錄》（2007）、《纽约提喻法》（2008）和马丁·斯科塞斯执导的《隔離島》（2010）。威廉斯在2008年影片《温迪和露西》中的流浪者角色为她赢得了赞誉，她在《藍色情人節》（2010）中与瑞恩·高斯林演对手戏，获得了奥斯卡最佳女主角奖提名。2011年，威廉斯在《我与梦露的一周》中出演玛丽莲·梦露，赢得了金球獎最佳音樂及喜劇類電影女主角奖，也获得了她的第三个奥斯卡奖提名。2017年再憑著《海邊的曼徹斯特》獲得奥斯卡最佳女配角奖提名，而在2022年又憑藉《法貝爾曼》三度獲提名奥斯卡最佳女主角奖。

## 生平

### 早年
威廉斯出生于美国蒙大拿州的卡利斯佩爾。母亲卡拉·英格丽（Carla Ingrid，娘家姓“斯文森”），是一位家庭主妇。父亲拉里·理查德·威廉斯，是一位写手兼期货交易员，还两次竞选共和党参议员。她的父母分居，她有一个妹妹佩吉（Paige）和三个异父或异母同胞。威廉斯有挪威、英格兰、德国、丹麦、瑞士、瑞典、苏格兰和威尔士血统。小时候的她孤僻不合群，她说：“我的确与父母保持距离，在一定程度上到现在也是如此……我发现自己这样过得不错。我不知道为什么。”威廉斯九岁时，全家搬到加州圣地亚哥。她在早年观看了当地剧团的《汤姆索亚历险记》后开始对表演产生兴趣。

### 职业生涯

#### 1990年代
1990年代早期，威廉斯在《一步一步来》、《男人唔易做》等电视节目中客串，开启了演艺生涯。1993年，她在电视剧《护滩使者》中出演了布里吉特·鲍尔斯（Bridget Bowers）一角。她在冒险片《新灵犬莱西》（1994）中初登大银幕。在科幻片《异种》（1995）中，她扮演了少女时期的女主角，该角色拥有外星人和人类结合的基因，成年时期的演员为娜塔莎·韓絲翠。随后，她出现在电视电影《还我清白》（My Son Is Innocent，1996）中，标志着她转向剧情片。她还在电视电影《杀死我的老师》（1997）中扮演了学生苏珊的极客小团体成员。
15岁时，为了不受儿童劳动法影响，威廉斯在父母的同意下申请解除他们的监护权，以便能更好地追求演艺事业。因遭到严重的霸凌，她在加州索拉纳海滩的圣达菲基督学校高级分部完成9年级后退学。之后，她在父亲的指导下在家自學，从远程教育机构取得了普通教育發展證書。
她搬到洛杉矶，很快在青春剧《恋爱时代》中拿到了一个重要角色。该剧是主创凯文·威廉姆森半自传体剧集，故事基于他的早年生活。威廉斯日后说，她在当时认为自己从15岁起就懂得了她需明白的一切。她于2011年表示自己选择脱离父母监管是受了其他年轻演员的影响。1997年，威廉斯和几位演员朋友因不满得到的角色一起创作了一篇剧本，标题为《眨眼》（Blink）。剧本被售出，但没有进一步发展。
《恋爱时代》中的角色使威廉斯与其他几位主演詹姆斯·范德比克、姬蒂·荷姆絲和約書亞·傑克遜一起成名。她当时17岁，扮演简·林德利一角，为了拍摄剧集搬到北卡罗来纳州居住。她觉得自己和角色的相似之处是她们都成长得“太快了”，在《今日美國》的采访中，她将自己的角色描述为“这个稳重、无忧无虑的女孩也能与魔鬼搏斗”。她说出演《恋爱时代》使她能自己选择项目，她还表示：
|  | 主演一部《恋爱时代》那样的剧那么久了……你花费很多时间去做一件你不完全投入的事情。当你把一年中的九个月用来做那样的工作，你得非常确定不要浪费剩下的宝贵的三个月。 |

威廉斯也继续出现在电影中。她的第一部主流作品是1998年的恐怖片《月光光心慌慌7》。该片取得了商业成功，以1千7百万美元成本获得了5千5百万票房。她与克里斯汀·邓斯特共同主演了1999年的喜剧片《迪克》。该片是对导致美国总统尼克松辞职的水门事件的戲仿。她开始接拍更有挑战性的影片，在女同性恋题材电影《戀戀模範生》（1999）中出演一个小角色，该片由潔米·巴比特导演。

##### 期货交易
1997年，威廉斯跟随父亲的脚步，参加罗宾斯世界冠军杯期货交易竞赛（Robbins World Cup Championship of Futures Trading），用起始的1万美元获得了超过10万美元，赢得了该项赛事。凭借900%的获利率，她成为了该赛事自1984年首次举行后排名第3高的冠军。

#### 2000年-2005年
2000年，她出演了电视电影系列《如果墙会说话2》。这个系列有三个部分，分别讲述了女同性恋情侣在同一地点不同时期的故事。威廉斯和科洛·塞维尼出现在第二部中，表现了1972年女权运动中苦涩的分裂。《娱乐周刊》影评人肯·塔克（Ken Tucker）赞扬了塞维尼的表现，但认为威廉斯“努力咧嘴笑以显得顽皮”，把角色演的过火了。
从这时起，威廉斯开始参与观众群较小的獨立電影。“我感觉自己没有用一种特别闪耀、引人注目的方式工作”，她对《时尚》杂志说，“如果你不特意去寻找它们，你会错过那些我参演的令我感到自豪的电影。”她和安娜·弗里尔共同主演了2001年影片《没有你的我》。该片收获的评价褒贬不一，爛番茄网站上的65篇影评得出的新鲜度为66%。她的下一部作品是2000年的《我的忧郁青春》，该片由姬絲汀娜·莉芝主演，改编自伊丽莎白·伍尔茨的同名自传，讲述了与重性抑郁障碍作斗争的经历。被问及扮演女主角的室友是否有趣，威廉斯说：“我认为这个角色需要帮助女主角。一个像这样（用拳拍击她的手）站立的人，让女主角能坚持和抑郁症搏斗。”
下一年，她在《利蓝的美国》（2003）中扮演一位被谋杀男孩的姐妹。影片所获评价不佳，《环球邮报》的连姆·蕾西（Liam Lacey）称其“既没有深刻见解，也没有精良制作”。同年，威廉斯参演了喜剧剧情片《下一站，幸福》。片中男主角是个住在废弃火车库房的侏儒（彼特·丁拉基饰演），与威廉斯饰演的图书管理员发展出了一段友谊。其他参演的明星有鲍比·坎纳瓦尔和派翠西娅·克拉克森，全体演员获得了美國演員工會獎最佳群戏的提名。
电视剧《恋爱时代》于2003年完结后，威廉斯承认难以找到合适的角色，她说自己被视为一个“流行一时的年轻美女”（pop tart）。她在威廉斯顿戏剧节上参演了契诃夫的舞台剧《櫻桃園》，与琳达·伊蒙和杰西卡·查斯坦合作。
溫·韋德斯在创作《迷失天使城》（2004）剧本时把威廉斯预想为其中的角色，该片探寻了美国在后911时代的焦虑和理想的幻灭。威廉斯在其中扮演流浪汉收容所的工作人员拉娜（Lana），试图与越战老兵舅舅取得联系。她获得了2006年獨立精神獎最佳女主角的提名。随后，她出现在影片《假想英雄》（2005）中，剧情围绕儿子自尽对一个郊区家庭的影响。该片的全球票房收入不到30万美元。她与歌手米特·洛夫共同主演了年代片《一杆进洞》，它是导演理查德·莱德斯的首部剧情长篇，没有引起多少关注。
威廉斯少见地出现在喜剧片中，参演了迈克尔·修华特自编自导自演的《巴克斯特》（2005）。这部电影的大多数评价为负面，但威廉斯收获了赞扬。
威廉斯在2005年影片《断背山》中的表现赢得了大众的认可。该片由李安导演，讲述了埃尼斯·德·玛尔和杰克·特威斯特之间的同性爱情（两角色分别由希斯·萊傑和杰克·吉林哈尔扮演）。威廉斯扮演了埃尼斯的妻子阿尔玛（Alma），在片中目睹两位男主角的拥抱后意识到他们之间关系的真相。选角导演艾薇·考夫曼在观看了《下一站，幸福》后建议李安让威廉斯出演阿尔玛。这部电影成为了票房大热门，以1千4百万美元成本在全球席卷1亿7千8百万美元票房。它也以8项提名领跑第78届奥斯卡金像奖，包括威廉斯的最佳女配角奖提名。该片最终赢得了3项奥斯卡奖。威廉斯在出席颁奖典礼时穿的橙黄色王薇薇礼服裙被《柯夢波丹》杂志称赞为史上最佳奥斯卡礼服之一。

#### 2006年至今
威廉斯在产子后以《雄鹰垂危》（2006）一片回归。该片讲述了乔治（保罗·吉亚玛提饰）为试图寻找人生意义训练了一只野生红尾鵟。威廉斯扮演了乔治外甥弗雷德（邁克爾·皮特饰）的女友，是唯一理解乔治愈发沉迷其中的人。这部电影在美国国内仅在一家影院上映，入账7,000美元票房。在完成生产的5个月后，威廉斯回到《最炎热的国度》（2006）的摄影机前。该片由伊森·霍克改编自他1996年出版的小说。影评人给予了负面评价，觉得它过于自我沉迷。《綜藝》杂志的莱斯利·菲尔普林（Leslie Felperin）认为让威廉斯扮演主人公的前女友之一是大材小用。影片于8月24日开始了小范围的公映，最终的票房成绩为137,340美元。
威廉斯在鲍勃·迪伦的传记片《搖滾啟示錄》中出演了安迪·沃荷的缪斯女神伊迪·塞奇威克。2006年10月，她签约影片《玩叛游戏》（2008），饰演一位勾引伊万·迈克格雷戈角色的金发女郎。威廉斯和迈克格雷戈在同年上映的《燃烧弹》中再次合作，该片有关恐怖袭击后发生的余波，改编自克里斯·克利夫2005年的同名小说。她在片中扮演了主人公，一位有婚外情的英国母亲，在袭击中失去了丈夫和儿子。《獨立報》的罗伯特·汉克斯（Robert Hanks）评论该片“草率”，认为威廉斯值得更好的电影。
随后，编剧查理·卡夫曼因欣赏威廉斯在《迪克》中的表现让她参演自己的导演处女作《纽约提喻法》（2008），其他演员有菲臘·西摩·荷夫曼和艾米莉·沃森。该片成为了一个票房炸弹，但受到了媒体称赞，出现在许多影评人的年度十佳名单中。威廉斯主演了小成本制作的低调剧情片《温迪和露西》，由凯莉·雷查德执导，讲述了居无定所的温迪在经历了一系列挫折后寻找她的爱犬露西，试图开始新生活的故事。威廉斯与其他人（包括导演）的观点不同，她不觉得该片令人沮丧，说：“我个人喜欢看这种类型的电影，感到了安慰，因为它们减轻了我的孤独。”作为《温迪与露西》的女主演，威廉斯也喜欢影片的纪实风格。《休斯敦纪事报》的艾米·布兰科尔（Amy Blancolll）说她的表演是全片的关键，是“一项举足轻重的成就”。多伦多影评人协会授予了威廉斯最佳女主角奖，也将该电影选为最佳影片。2009年影片《猛犸象》让威廉斯到瑞典、泰国和菲律宾拍摄。她和蓋爾·賈西亞·貝納演了一对面临全球化生活挑战的夫妻。该片是瑞典导演卢卡斯·穆迪森的第一部英语电影。

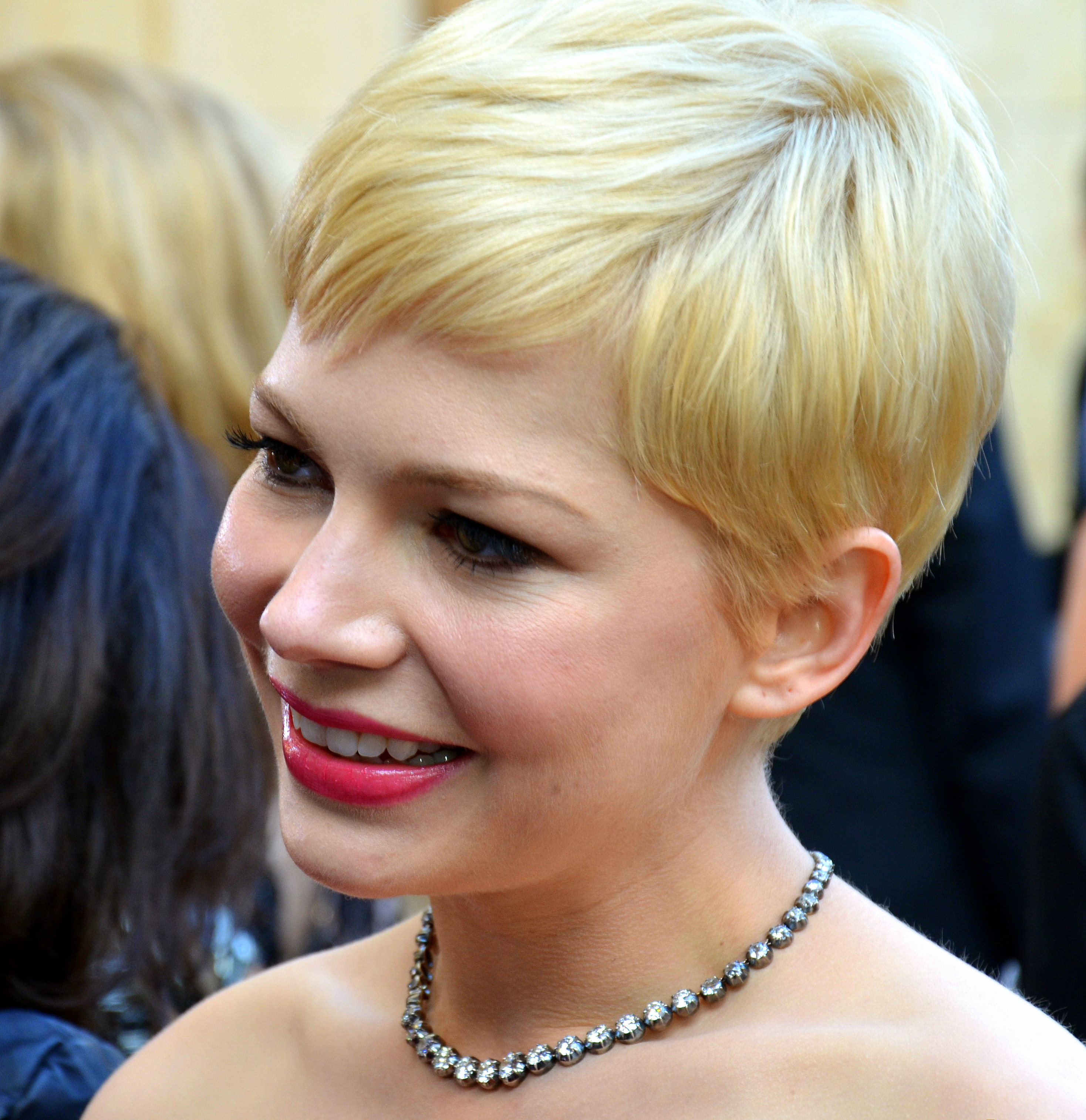
威廉斯在2012年的第84届奥斯卡颁奖礼上走红毯。

威廉斯在马丁·斯科塞斯执导的《隔離島》中出演女配角，一位出没在男主角（莱昂纳多·迪卡普里奥饰）梦中的已逝妻子。这部心理惊悚片改编自丹尼斯·勒翰2003年的同名畅销小说。它原定于2009年10月首映，但推迟至2010年2月19日才上映。该片在超过2,900家影院收入了4110百万美元，成为了威廉斯作品中发行规模最大、首映周末成绩最佳的影片。同年12月，她在浪漫剧情片《藍色情人節》中与高斯林一起饰演一对婚姻出现问题的夫妻。编剧兼导演德里克·斯安弗朗斯让两人在一个月中的白天住在一起，以便进入角色。威廉斯日后说这段经历很棒，希望自己在当时能更加享受这一过程。该片在2010年的圣丹斯电影节、戛纳电影节和倫敦影展上放映，受到了影评人的青睐。两位演员都收获了赞扬以及多个奖项的注意。威廉斯获得了金球奖和奥斯卡奖的最佳女主角提名。
西部片《米克的近路》是威廉斯和导演雷查德的再次合作，拍摄于俄勒冈州柏恩斯。该片基于1845年发生在奧勒岡小徑上的历史事件改编，讲述了西部向导史蒂芬·米克带领大篷车队伍穿越一片沙漠的险恶旅程。这部阴郁的年代电影在第67届威尼斯国际电影节上首映后受到良好反响，于2011年4月8日开始了小规模公映。
威廉斯在2011年英国剧情片《与梦露的一周》中赢得了扮演玛丽莲·梦露的机会，其他候选人有姬·韓遜、斯嘉丽·约翰逊和艾米·亚当斯。该片改编自科林·克拉克的两本小说，描述了1957年影片《游龙戏凤》的摄制过程。威廉斯一开始害怕接下这个角色，拒绝了邀请。她解释道：“无论是外形还是声音，她的一切都和我不同。”最终，她觉得这个机会太好了，不应放弃。威廉斯为了片中的唱歌部分上了声乐课程，因为假唱不自在。她凭此片赢得了金球獎最佳音樂及喜劇類電影女主角奖。威廉斯在下一部作品《跳支华尔兹》中与塞斯·羅根一起扮演一对年轻夫妻，该片由莎拉·波莉执导，摄于加拿大，探讨了一夫一妻制和婚姻中的忠诚问题。威廉斯和詹姆斯·法蘭科共同主演了华特迪士尼影片的前传片《魔境仙踪》，该片发行于2013年3月8日。她还签约出演该片的续作。2013年7月，她成为了路易·威登手提包的新代言人。
威廉斯在音乐剧《歌厅》重排版中扮演歌女萨利·鲍尔斯一角，首次亮相百老汇舞台。这一版于2014年4月24日开演，她于2014年11月9日结束自己的任期。同年，威廉斯主演了二战背景的爱情片《法国战恋曲》，改编自同名小说。她扮演了一位爱上德国士兵的法国村女。

## 私生活

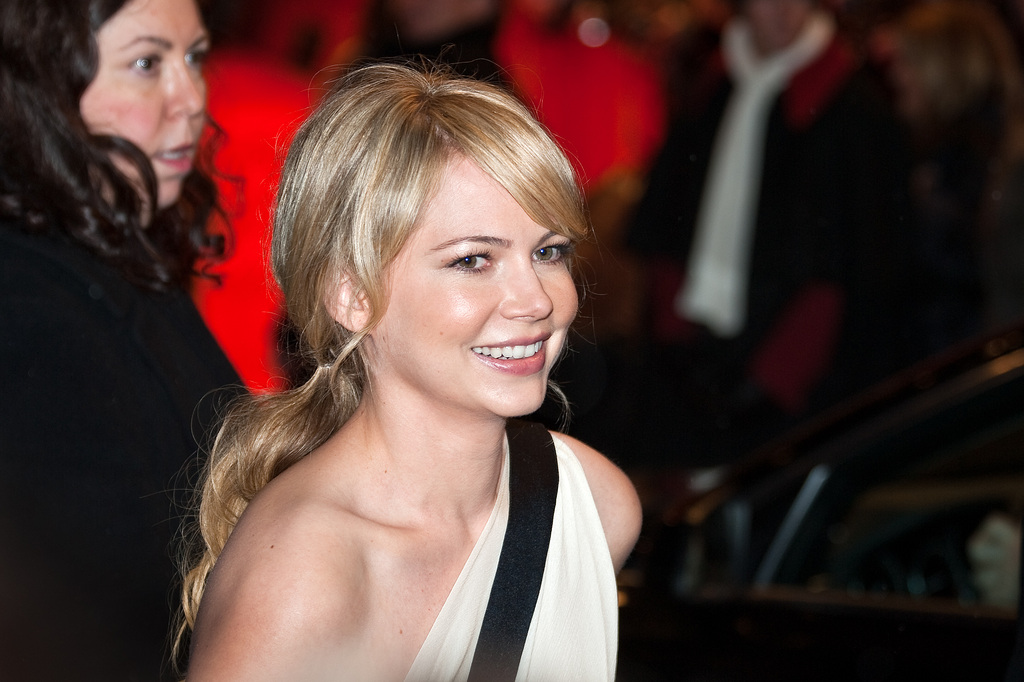
威廉斯出席2010年柏林国际电影节上《禁闭岛》的首映礼。

2004年，威廉斯和希斯·萊傑在他们共同参演的《断背山》片场相遇后开始约会。2005年4月末，《人物》杂志首先报道了两人将会有孩子的消息。同年，威廉斯生下他们的女儿玛蒂尔达·罗斯·萊傑（Matilda Rose Ledger）。他们在恋爱期间一起居住在纽约布鲁克林。到2007年9月，这对情侣已和平分手，结束了三年的恋情。关于分手，《人物》引用了威廉斯告诉杂志的话：“我不知道去哪里。我不能想象世界上有任何地方能给我好心情。”萊傑于2008年因药物过量突然去世后，常处于镁光灯下的母女二人成为了媒体和狗仔队的追逐对象。因此，威廉斯在2009年底前很少接受采访。
2008年2月1日，威廉斯在萊傑死后第一次发表了公开声明。她表达了自己的悲痛，表示萊傑的精神会在长得像他的女儿身上长存。同月晚些时候，她出席了他的纪念仪式和葬礼。
蜜雪兒接受《浮華世界》專訪透露她2018年7月低調與音樂人菲爾（Phil Elverum）結婚。

## 作品列表
| 年份 | 作品                 | 作品 | 角色            | 備註 |
| 年份 | 譯名                 | 原名 | 角色            | 備註 |
| ---- | -------------------- | ---- | --------------- | --- |
| 1994 | 新灵犬莱西           |      |                 | 提名： 青年艺术家奖 - 电影类最佳年轻女配角 |
| 1995 | 異種                 |      |                 | |
| 1995 | 未來世界             |      |                 | |
| 1997 | 杀死我的老师         |      |                 | |
| 1997 | 陌上伊人             |      |                 | |
| 1998 | 月光光心慌慌7        |      |                 | 提名： 青年艺术家奖 - 电影类最佳年轻女配角 |
| 1999 | 迪克                 |      |                 | 提名： 青年艺术家奖 - 电影类最佳年轻女主角 |
| 1999 | 戀戀模範生           |      |                 | |
| 2001 | 没有你的我           |      |                 | |
| 2001 | 我的忧郁青春         |      |                 | |
| 2003 | 利蓝的美国           |      |                 | |
| 2003 | 下一站，幸福         |      |                 | 提名： 凤凰城影评人协会奖 - 最佳群戏 美國演員工會獎 - 电影类最佳群戏 |
| 2004 | 迷失天使城           |      |                 | |
| 2004 | 假想英雄             |      |                 | |
| 2005 | 一杆进洞             |      |                 | |
| 2005 | 巴克斯特             |      |                 | |
| 2005 | 斷背山               |      |                 | 获奖： 评论家选择奖 - 最佳女配角 凤凰城影评人协会奖 - 最佳女配角 提名： 奧斯卡奖 - 最佳女配角 英國電影學院獎 - 最佳女配角 英国电影学院奖 - 最佳新秀 金球獎 - 最佳女配角 美国演员工会奖 - 最佳女配角 美國演員工會獎 - 最佳群戏 芝加哥影评人协会奖 - 最佳女配角 达拉斯—沃斯堡影评人协会奖 - 最佳女配角 哥譚獨立電影獎 - 最佳群戏 獨立精神獎 - 最佳女配角 温哥华影评人协会奖 - 最佳女配角 华盛顿影评人协会奖 - 最佳女配角 |
| 2006 | 雄鷹垂危             |      |                 | |
| 2006 | 最炎熱的國度         |      |                 | |
| 2007 | 搖滾啟示錄           |      |                 | |
| 2008 | 玩叛游戏             |      |                 | |
| 2008 | 烈燄情人             |      |                 | |
| 2008 | 纽约提喻法           |      |                 | |
| 2008 | 温迪和露西           |      |                 | 获奖： 在线影评人协会奖 - 最佳女主角 多伦多影评人协会奖 - 最佳女主角 提名： 女性电影记者联盟奖 - 最佳女主角 國家影評人協會奖 - 最佳女主角 |
| 2009 | 猛犸象               |      |                 | |
| 2010 | 藍色情人節           |      |                 | 担任执行制片人 获奖： 旧金山影评人协会奖 - 最佳女主角 提名： 奥斯卡奖 - 最佳女主角 金球奖 - 电影类剧情片最佳女主角 评论家选择奖 - 最佳女主角 芝加哥影评人协会奖 - 最佳女主角 达拉斯-沃斯堡影评人协会奖 - 最佳女主角 丹佛影评人协会奖 - 最佳女主角 底特律影评人协会奖 - 最佳女主角 独立精神奖 - 最佳女主角 圣地亚哥影评人协会奖 - 最佳女主角 卫星奖 - 电影类剧情片最佳女主角 多伦多影评人协会奖 - 最佳女主角 犹他影评人协会奖 - 最佳女主角 |
| 2010 | 隔離島               |      |                 | 提名： 青少年选择奖 - 惊悚片女演员 |
| 2010 | 米克的近路           |      |                 | |
| 2011 | 夢露與我的浪漫週記   |      | 玛丽莲·梦露     | 获奖： 金球獎 - 最佳音樂及喜劇類電影女主角 波士顿影评人协会奖 - 最佳女主角 芝加哥影评人协会奖 - 最佳女主角 达拉斯-沃斯堡影评人协会奖 - 最佳女主角 底特律影评人协会奖 - 最佳女主角 弗罗里达影评人协会奖 - 最佳女主角 好莱坞电影节奖 - 最佳女主角 独立精神奖 拉斯维加斯影评人协会奖 - 最佳女主角 犹他影评人协会奖 - 最佳女主角 多伦多影评人协会奖 - 最佳女主角 华盛顿影评人协会奖 - 最佳女主角 提名： 奥斯卡奖 - 最佳女主角 英國電影學院獎 - 最佳女主角 美国演员工会奖 - 最佳女主角 澳大利亚电影学院奖 - 最佳国际女主角 评论家选择奖 - 最佳女主角 休斯敦影评人协会奖 - 最佳女主角 伦敦影评人协会奖 - 最佳女主角 纽约影评人协会奖 - 最佳女主角 在线影评人协会奖 - 最佳女主角 凤凰城影评人协会奖 - 最佳女主角 圣地亚哥影评人协会奖 - 最佳女主角 卫星奖 - 电影类剧情片最佳女主角 圣路易斯影评人协会奖 - 最佳女主角 温哥华影评人协会奖 - 最佳女主角 |
| 2012 | 跳支华尔兹           |      |                 | 获奖： 圣地亚哥影评人协会奖 - 最佳女主角 温哥华影评人协会奖 - 加拿大电影最佳女主角 好莱坞电影奖 - 最佳女主角 提名： 底特律影评人协会奖 - 最佳女主角 加拿大银幕奖 - 最佳女主角 |
| 2013 | 魔境仙踪             |      |                 | 提名： 青少年选择奖 - 科幻/奇幻片女演员 |
| 2013 | 絕命尬車3：地獄      |      |                 | |
| 2015 | 法国战恋曲           |      |                 | |
| 2016 | 海边的曼彻斯特       |      |                 | 提名： 奧斯卡奖 - 最佳女配角 英國電影學院獎 - 最佳女配角 金球獎 - 最佳女配角 美国演员工会奖 - 最佳女配角 |
| 2016 | 屬於她們的片刻       |      |                 | |
| 2017 | 奇光下的秘密         |      |                 | |
| 2017 | 金錢世界             |      |                 | 提名： 金球奖 - 剧情类电影最佳女主角 |
| 2017 | 马戏之王             |      |                 | |
| 2018 | 姐就是美             |      |                 | |
| 2018 | 猛毒                 |      | 安妮·威寧       | |
| 2019 | 你願意嫁給我老公嗎？ |      | Isabel Anderson | |
| 2021 | 猛毒2：血蜘蛛        |      | 安妮·威寧       | |

| 年份      | 作品          | 作品 | 角色 | 備註                                                                          |
| 年份      | 譯名          | 原名 | 角色 | 備註                                                                          |
| --------- | ------------- | ---- | ---- | ----------------------------------------------------------------------------- |
| 1993      | 护滩使者      |      |      | 剧集《》                                                                      |
| 1994      | 一步一步来    |      |      | 剧集《》                                                                      |
| 1994      | 男人唔易做    |      |      | 剧集《》                                                                      |
| 1996      | 还我清白      |      |      | 电视电影                                                                      |
| 1997      | 杀死我的老师  |      |      | 电视电影                                                                      |
| 1998-2003 | 恋爱时代      |      |      | 出演主角；共118集 提名： 青年艺术家奖 - 剧情类电视剧最佳年轻女演员（1998-99） |
| 2000      | 如果墙会说话2 |      |      | 电视电影 获奖 露西奖 - 电视电影类卓越贡献                                     |
| 2013      | 熟女鎮        |      |      | 剧集《》                                                                      |

| 年份 | 作品       | 作品 | 角色 | 備註                                                 |
| 年份 | 譯名       | 原名 | 角色 | 備註                                                 |
| ---- | ---------- | ---- | ---- | ---------------------------------------------------- |
| 1999 | 杀手乔     |      |      | 1999年4月20日-1999年6月13日 纽约SoHo戏院             |
| 2002 | 闻到一只鼠 |      |      | 2002年5月7日-2002年6月16日 纽约塞缪尔·贝克特剧院     |
| 2004 | 櫻桃園     |      |      | 2004年8月11日-2004年8月22日 威廉斯顿戏剧节           |
| 2014 | 歌厅       |      |      | 2014年3月11日-2014年11月9日 54俱樂部（百老汇处女作） |

## 译注
1. ↑  原文：
2. ↑  原文：
3. ↑  原文：
4. ↑  原文：
5. ↑  原文：
6. ↑  原文：
7. ↑  原文：
8. ↑  原文：

## 外部連結
- 米歇尔·威廉斯在互联网电影资料库（IMDb）上的資料（英文）（英文）
- 蜜雪兒·威廉絲在豆瓣上的资料（简体中文）

| 前任： 安妮特·班寧 《孩子们都很好》 | 金球獎最佳音樂及喜劇類電影女主角 2011 《夢露與我的浪漫週記》 | 繼任： 珍妮佛·勞倫斯 《乌云背后的幸福线》 |